# Romulus Irimeș
Romulus Irimeș (n. 25 mai 1930, Băișoara, România – d. 23 noiembrie 1978, Cluj-Napoca, România) a fost un astronom amator român, de profesie electrician. În 1966 a construit primul observator astronomic privat din România modernă (post 1918) la periferia orașului Cluj, pe Dealul Aluniș. Este cetățean de onoare al municipiului Cluj-Napoca (titlu atribuit postum, în anul 2023), fiind considerat părintele astronomiei de amatori din municipiul de pe Someș. 

## Copilăria și începutul pasiunii pentru astronomie
Născut într-o familie simplă din localitatea clujeană Băișoara, Romulus face primii pași pe tărâmul astronomiei în urma observării neplanificate a unei eclipse de Soare. Copilului nedumerit i se spune atunci că Soarele este mâncat de vârcolaci pe care oamenii încearcă să-i îndepărteze prin zgomot. Tatăl său, pădurar, trage cu pușca de vânătoare gloanțe în cer, în vreme ce vecinii zăngănesc tot ce le cade la îndemână. Trece eclipsa și Soarele reapare pe cer la fel de strălucitor și de prietenos, dar copilul nu va uita niciodată această întâmplare.
Tânărul urmează școala profesională de energetică din Cluj, unde încă din primele zile îl întreabă pe profesorul de română cum să afle dacă există ori nu vârcolaci. Profesorul îi pune în mână o carte: „Zece lecțiuni de astronomie” a lui Ernest Esclangon. O citește și simte că nu-i este de-ajuns și se duce iarăși la profesor. Acesta îl îndrumă spre biblioteca universitară, unde multă vreme poate fi văzut în sălile de științe, studiind astronomie, fizică, matematică. La un moment dat îi cade în mână un volum subțire, „Să facem observații astronomice” de Matei Alecsescu, unde se dădeau și sumare indicații despre cum să-ți faci o lunetă. Ideea de a-și confecționa un asemenea instrument pune stăpânire pe el. Termină școala, are banii lui și începe să caute lentile. După numeroase peripeții, și-o face, dar nu era bună de nimic. Se duce cu tubul de carton sub braț la directorul Observatorului astronomic din Cluj din acea vreme, Gheorghe Chiș, care îl sfătuiește să studieze optica. Cum tânărul era exemplul viu al persoanei autodidacte, se apucă să învețe optică de unul singur, iar luneta e gata întrun final.

## Observatorul astronomic Dealul Aluniș
De la lunetă și de la greutățile de a lucra cu ea în plin centrul Clujului, cu cerul mai întotdeauna poluat, îi încolțește ideea construirii unui observator unde să lucreze în condiții științifice. Astfel, a început să caute un amplasament propice, vizitând diferite zone (Feleacu, Gherla), dar a găsit cel mai potrivit loc în localitatea Baciu, pe un pinten de deal cu orientare sud-estică numit Aluniș. 
Deoarece terenul respectiv era proprietatea cooperativei de producție din Baciu, era necesar să le obțină în prealabil permisiunea, angajându-se în contrapartidă că va răspândi cunoștințele astronomice printre membrii cooperativei, că va pune la dispoziție observatorul și instrumentele sale pentru ca lucrătorii să observe și să învețe tainele cerului. Dar avea nevoie și de un alt document: acordul forurilor științifice. Prin documentul nr. 6333 din 3 iulie 1965, care poartă semnătura lui Constantin Daicoviciu, rectorul de atunci al Universității Babeș-Bolyai, se face cunoscut că experții universității consideră utilă construcția observatorului, atât pentru diseminarea cunoștințelor științifice, cât și sub aspectul observațiilor.
Așa a luat naștere, în 1966, observatorul astronomic „Dealul Aluniș” de la periferia Clujului, consemnat a fi primul observator privat din România după anul Marii Uniri, numărându-se chiar printre puținele observatoare particulare existente în lume la acea vreme. Numele pe care l-a primit observatorul se datora faptului că pe amplasament existase cândva un crâng de aluni.
Planul observatorului a fost întocmit de arhitectul clujean Donogan. Familia Irimeș și-a investit toate economiile și energia în proiect. Construcția a fost ridicată de familie cu ajutorul unui singur zidar, cu mari dificultăți, din cărămidă refractară recuperată. Ansamblul a fost extins ulterior cu o cameră, o magazie și o bucătărie de vară. Numai costul inițial s-a ridicat la 20.700 lei, adică aproximativ douăzeci de salarii medii nete. Grație înțelegerii manifestate de conducerea Uzinelor Carbochim, unde lucra atunci Irimeș, a fost confecționată și cupola observatorului, cu un diametru de aproximativ 3 metri, acționată electric. Redevența încasată pentru filmul documentar „Cerul Alunișului” (1970), regizat de Ion Bostan, a fost folosită în scopul împrejmuirii obiectivului. Pentru a fi mai aproape de observator și a avea mai mult timp la dispoziție pentru observațiile astronomice, Romulus Irimeș s-a transferat, cu un salariu mai mic, din funcția de electrician de întreținere la sectorul de electrozi siderurgici din cadrul uzinei Carbochim din Cluj la Combinatul de Panificație Baciu-Cluj.
Observatorul era dotat cu o lunetă cu diametrul de 60 mm și o distanță focală de 1112 mm, un telescop cu oglindă de 150 mm și distanța focală 1175 mm în montură ecuatorială (germană) și un telescop cu oglindă de 260 mm și o distanță focală de 3970 mm instalat în afara cupolei.
Din ziua în care observatorul a fost finalizat, vizitatorii au început să curgă. Săteni din împrejurimi, dar și muncitori din Cluj veneau adesea aici pentru a observa Soarele și stelele, pentru a vorbi despre probleme de astronomie. La adresa observatorului (Comuna Baciu nr. 175/A, Cluj) soseau telegrame, scrisori, reviste de specialitate de la reputate puncte de observații de pe glob. 

## Activitate de cercetare și popularizare a astronomiei
Între anii 1959-1978, Romulus Irimeș a desfășurat activități de popularizare a astronomiei pentru publicul clujean: la observatorul construit pe Dealul Aluniș, la punctul astronomic volant de pe Dealul Cetățuia din Cluj (acolo unde în serile senine se puteau observa prin telescop, fără taxă, Luna și planetele sistemului solar), printr-un cerc academic lunar (în colaborare cu astronomi profesioniști ca Gheorghe Chiș, Ioan Todoran, Vasile Ureche etc.)
În anii 1960, a înființat Cercul Astronomic Victor Anestin din Cluj, prima organizație de astronomie pentru amatori din Clujul postbelic.

## Boală și deces
Romulus Irimeș a încetat din viață în urma unei boli incurabile la numai 48 de ani, fiind înhumat în Cimitirul Central din Cluj-Napoca, parcela II C, nr. 1953. Monumentul său funerar a fost ridicat în anul 2023, având imaginea stilizată a unui bărbat care privește cu luneta spre cer. 

## Moștenire
În 1984, observatorul a fost înstrăinat de văduva bolnavă a răposatului, dispărând astfel treptat din circuitul astronomic. Totuși, cupola observatorului de odinioară mai poate fi văzută astăzi la ieșirea spre Baciu, pe dealul din spatele benzinăriei PETROM. Despre existența observatorului și despre activitățile astronomice desfășurate aici amintesc și numele străzilor învecinate din comuna Baciu: Str. Observatorului, Str. Cosmos, Str. Uranus, Str. Mercur, Str. Venus, Str. Saturn, Str. Luceafărului, Str. Lunii, Str. Stelelor, Str. Neptun, Str. Galaxiei, Str. Jupiter, Str. Planetelor, Str. Galaxiei, Str. Universului, Str. Soarelui, Str. Meteor, Str. Cometei.

## Lucrări și publicații[1]
- „Astronomii amatori azi”, în Andromeda – buletin științific intern, seria II, anul I, nr. 1, 1969
- Buletinul nr. 1 al Observatorului Astronomic Dealul Aluniș Com. Baciu Nr. 175 A Cluj, 1970
- Buletinul nr. 2 al Observatorului Astronomic Dealul Aluniș Com. Baciu Nr. 175 A Cluj, 1971
- Buletinul nr. 3 al Observatorului Astronomic Dealul Aluniș Com. Baciu Nr. 175 A Cluj, 1972
- Buletinul nr. 4 al Observatorului Astronomic Dealul Aluniș Com. Baciu Nr. 175 A Cluj, 1973
- Buletinul nr. 5 al Observatorului Astronomic Dealul Aluniș Com. Baciu Nr. 175 A Cluj, 1974
- Revista Astronomia nr. 1, 1976 (editor)
- Revista Astronomia nr. 2, 1976 (editor)
- Revista Astronomia nr. 3, 1977 (editor)
- “A.B.C. astronomic”, un dicționar enciclopedic de popularizare de peste 600 de pagini (manuscris)
- “Atlas stelar pentru epoca 1950,00” (manuscris)